# Strawberry Jam
Strawberry Jam je studiové album americké hudební skupiny Animal Collective. Vydalo jej v září roku 2007 hudební vydavatelství Domino Records a jako producenti jsou pod ním podepsáni členové kapely Animal Collective. Album bylo nahráno v lednu 2007 ve studiu Wave Lab Studios v Tucsonu ve státě Arizona. V žebříčku Billboard 200 se album umístilo na 72. příčce.

## Seznam skladeb
Autory všech skladeb jsou členové skupiny Animal Collective.
| Pořadí | Název              | Délka |
| ------ | ------------------ | ----- |
| 1.     | Peacebone          | 5:13  |
| 2.     | Unsolved Mysteries | 4:25  |
| 3.     | Chores             | 4:30  |
| 4.     | For Reverend Green | 6:34  |
| 5.     | Fireworks          | 6:50  |
| 6.     | #1                 | 4:32  |
| 7.     | Winter Wonder Land | 2:44  |
| 8.     | Cuckoo Cuckoo      | 5:42  |
| 9.     | Derek              | 3:01  |

## Obsazení
- Avey Tare
- Deakin
- Geologist
- Panda Bear